# USS Gunnel (SS-253)
«Ганнел» (англ. USS Gunnel (SS-253)) — підводний човен військово-морських сил США типу «Гато», котрий взяв участь у бойових діях Другої Світової війни.
Човен спорудила компанія General Dynamics Electric Boat на верфі у Гротоні, штат Коннектикут.

## Походи
Всього човен здійснив вісім бойових походів

### 1-й похід
19 жовтня 1942-го «Ганнел» вийшов із Нью-Лондона (Коннектикут) та попрямував на протилежну сторону Атлантики для участі в операції «Торч» (вторгнення до Марокко та Алжиру). 6 листопада він провів розвідку Федхали (кілька кілометрів від північної околиці Касабланки), а коли 8 листопада тут почалась висадка, виконував роль маяка. 7 грудня човен досяг Росніту в Шотландії, котрий визначили як базу для субмарин США, виділених для дій у Атлантиці. При поверненні з походу основні двигуни вийшли з ладу, тому 22 січня 1943-го «Ганнел» вирушив для ремонту на атлантичному узбережжі США, який пройшов його з 8 лютого по 22 березня на верфі Portsmouth Naval Shipyard у Кітері, штат Мен. Оскільки результати дій підводних човнів США в Атлантиці були не надто обнадійливими, всіх їх у підсумку перевели на Тихий океан. Із «Ганнел» це відбулось раніше за інші субмарини, і вже 18 травня 1943-го човен прибув до Перл-Гарбору.

### 2-й похід
28 травня 1943-го «Ганнел» вийшов до району бойового патрулювання у Східнокитайському морі. Діючи на підходах до Цусімської протоки, човен в середині червня потопив тут два вантажні судна та переобладнаний канонерський човен Гонконг-Мару (2797 тонн). 2 липня «Ганнел» прибув на атолі Мідвей, після чого знов попрямував для ремонту двигунів на верф Mare Island Navy Yard у Вальєхо (Каліфорнія).

### 3-й похід
Тривав з 17 листопада 1943-го по 7 січня 1944-го. Човен вийшов із Перл-Гарбору для бойового патрулювання на схід від Японського архіпелагу і на початку грудня в районі дещо менше ніж за п'ять сотень кілометрів на північний схід від островів Огасавара потопив вантажопасажирське судно.

### 4-й похід
5 лютого 1944-го «Ганнел» вийшов з атолі Мідвей. Протягом походу він діяв у Східнокитайському морі, морях Сулу та Сулавесі, проте не зміг поповнити свій бойовий рахунок. 6 квітня човен прибув до Фрімантлу на західному узбережжі Австралії.

### 5-й похід
Почався 3 травня 1944-го, при цьому перша частина походу була пов'язаною із запланованим на 17 травня ударом авіаносного з'єднання по Сурабаї. На випадок можливої японської контратаки на кількох виходах із внутрішніх морів Індонезії до Індійського океану розгорнули цілий ряд підводних човнів, зокрема, «Ганнел» з 13 по 23 травня перебував в районі Зундської протоки Ломбок (розділяє острови Ява та Суматра). Далі човен вирушив для дій проти ворожого судноплавства, проте і на цей раз не зміг збільшити свій бойовий рахунок. 4 липня «Ганнел» повернувся до Фрімантлу.

### 6-й похід
Тривав з 29 липня по 22 вересня 1944-го і завершився прибуттям до Фрімантлу. Човен діяв в центральній частині Філіппінського архіпелагу (зокрема, в морі Сібуян), але не здобув нових перемог.

### 7-й похід
21 жовтня 1944-го «Ганнел» вирушив для бойового патрулювання у Південнокитайському морі та морі Сулу. 8 листопада за сотню кілометрів на захід від входу до затоки Лінгаєн він потопив міноносець «Сагі», а 17 листопада за дві з половиною сотні кілометрів на північний схід від в'єтнамського порту Дананг потопив транспорт та ще один торпедний катер «Хійодорі». 28 грудня «Ганнел» прибув до Перл-Гарбору, після чого вирушив для ремонту на верфі Hunters Point Navy Yard у Сан-Франциско. На Гаваї човен повернувся лише 11 травня 1945-го.

### 8-й похід
28 травня 1945-го «Ганнел» вийшов з Перл-Гарбору, 9 — 13 червня провів на острові Гуам (Маріанські острови), після чого попрямував до району протоки Бунго (розділяє острови Кюсю та Сікоку). Тут він перебував у готовності до проведення порятунку авіаторів, літаки яких могли бути збиті при нальотах на Японію, а 24 липня повернувся на Гуам.

## Спеціальні завдання
2 грудня «Ганнел» евакуював з острова Палаван 11 збитих льотчиків, котрі перебували там вже два місяці під захистом місцевих партизан. Останнім човен передав зброю, амуніцію, продовольство та медикаменти.

## Післявоєнна доля
Вже у травні 1946-го човен вивели із бойового складу флоту.
У підсумку в грудні 1959-го він був проданий на злам.

## Бойовий рахунок
| Дата       | Назва        | Тип                               | Тоннаж | Місце            |
| 15.06.1943 | Коє Мару     | вантажне                          | 6433   | 33°55'N 127°38'E |
| 19.06.1943 | Гонконг Мару | переобладнаний канонерський човен | 2797   | 32°31'N 126°19'E |
| 19.06.1943 | Токіва Мару  | вантажне                          | 6971   | 32°31'N 126°19'E |
| 04.12.1943 | Хійосі Мару  | вантажопасажирське                | 4046   | 29°45'N 145°55'E |
| 08.11.1944 | Сагі         | міноносець                        | 595    | 16°9'N 118°56'E  |
| 17.11.1944 | Сюнтен Мару  | вантажопасажирське                | 5623   | 16°56'N 110°30'E |
| 17.11.1944 | Хійодорі     | міноносець                        | 595    | 16°56'N 110°30'E |